# Les Corts de Biosca
Les Corts de Biosca és una masia del poble de Sant Mateu de Bages, a la comarca catalana del Bages, situada a l'Espai d'Interès Natural Serra de Castelltallat. És una masia catalana de pedra amb dos cossos principals, un dels quals està compost de les corts en si, darrerament dedicada al turisme rural.